# Echols County
Echols County je okres ve státě Georgie ve Spojených státech amerických. K roku 2010 zde žilo 4 034 obyvatel. Správním městem okresu je Statenville. Celková rozloha okresu činí 1 090 km². Vznikl v roce 1858.